# Milionia ochracea
Milionia ochracea är en fjärilsart som beskrevs av Thierry-mieg 1907. Milionia ochracea ingår i släktet Milionia och familjen mätare. Inga underarter finns listade i Catalogue of Life.